# Test de résistance (finance)
Un test de résistance (en anglais : stress test) est, dans le domaine de l'analyse financière, une technique destinée à évaluer la capacité d'une institution financière, considérée isolément ou dans un ensemble, à pallier un choc, un incident majeur, une anomalie, advenant au cours de ses activités. 
Le choc peut être de nature économique (ralentissement de la croissance), géopolitique (conflit armé) ou réglementaire (séparation des activités de détail et d'investissement). Le facteur de résistance considéré est le plus souvent la capacité des institutions à respecter les ratios réglementaires de fonds propres, conformément aux accords de Bâle II puis de Bâle III.
On distingue deux grandes catégories de tests de résistance : 
- Les tests microprudentiels évaluent la résistance d'un portefeuille, d'une activité ou d'une institution de manière isolée ;
- Les tests macroprudentiels évaluent la résistance d'un sous-ensemble large ou de l'ensemble du système financier, permettant de capturer l'impact des risques systémiques.

## Définition
Un test de résistance est composé de quatre éléments :
- Un ensemble d'expositions au risque, par exemple des crédits, soumis à un choc adverse ;
- Un scénario, qui définit l'ensemble des chocs appliqués ;
- Un modèle, qui traduit le choc en un ensemble d'impacts et décrit leur propagation dans le système considéré ;
- Une mesure de résultat (ou d'impact), par exemple les ratios de fonds propres décrivant l'évolution de la solvabilité d'une banque.

L'objectif d'un test de résistance est double. En temps normal, il est destiné à identifier les vulnérabilités. En période de crise, les tests de résistances servent à orienter la gestion de crise et sa résolution.

### Le scénario
Les guides de bonnes pratiques destinés aux régulateurs et aux institutions financières indiquent que le scénario considéré doit être à la fois sévère et plausible. La sévérité assure que les résultats du stress fournissent une information pertinente sur la capacité de résistance de l'institution ou du système. La plausibilité doit permettre à l'exercice de représenter une situation de crise ayant une possibilité significative de se produire.

### Le modèle
Par modèle, on désigne l'ensemble des processus et techniques employées pour traduire le scénario en impacts sur les institutions concernées. Le processus lui-même peut être ascendant (bottom-up) ou descendant (top-down). 
Dans un processus ascendant, une institution fournit à toutes les entités testées un scénario, dont elles estiment en interne l'impact avec leurs propres modèles. L'institution fournissant le scénario peut être un régulateur national ou régional, comme l'EBA et les entités testées les banques dépendant de son autorité.
Dans un processus descendant, l'institution à l'initiative du test applique de manière uniforme son propre modèle aux données fournies par les entités testées. 
En pratique, la plupart des campagnes de tests de résistance de grande ampleur, comme celle menée par l'EBA en 2011, emploient simultanément les deux approches.

### La mesure de l'impact
L'objectif des tests de résistance est de fournir une estimation de l'impact sur une grandeur caractérisant la capacité de résistance de l'institution. Il s'agit le plus souvent de l'évolution des ratios de solvabilité, mais également des besoins en liquidités ou encore, en termes macroprudentiels, du nombre de défauts ou de la quantité de capital nécessaire pour éviter une faillite du système financier considéré. Cette dernière mesure prend le pas sur les autres lorsque l'exercice est employé dans un cadre de gestion de crise.

## Limites des tests de résistance en cas de crise

### Prophétie autoréalisatrice
Le paradoxe des tests de résistance effectués dans le système bancaire est qu'il n'est pas possible que leurs résultats soient trop catastrophiques dès lors qu'ils sont rendus publics. De tels résultats adresseraient au marché des signaux négatifs auto-réalisateurs, en provoquant une défiance généralisée des prêteurs ou investisseurs, qui elle-même engendrerait une crise contre laquelle ces tests prétendent lutter. 

### Risque financier systémique
Par ailleurs, jusqu'en 2011, les scénarios mis en œuvre par les autorités prudentielles n'intègrent le risque systémique bancaire, dont le risque de liquidité, que dans sa dimension quantitative. Ainsi, les hausses de taux entrent dans les critères des scénarios, mais pas l'hypothèse d'une raréfaction massive des liquidités. Quant au risque souverain, il n'est pris en compte, pour les tests développés par les autorités prudentielles européennes, que pour une faible partie correspondant à une classe comptable déterminée d'actifs, à savoir les créances inscrites dans le trading book, soit la classe d'actifs destinés à être vendus à très court terme. Il était jugé que les autres catégories d'actifs n'avaient pas ou peu d'impact sur les résultats des banques compte tenu de leurs modes de comptabilisation, la valorisation à la juste valeur n'étant alors pas de mise. Or la montée des risques de défaillance d'États souverains, tels que la Grèce, fait prendre conscience aux acteurs du marché qu'un tel aléa provoquerait fatalement un besoin de dépréciation des actifs, et aurait donc un impact actuellement non pris en compte. Selon les Échos, plusieurs groupes bancaires auraient déjà mis en œuvre, en interne, des tests de résistance complémentaires incluant une plus large prise en compte de ces risques systémiques.